# Arnold van Horne (1460-1505)
Arnold van Horne (1460 - 1505) was een edelman. Hij was zoon van Filips van Horne en heer van Houtkerke, Gaasbeek, Heeze en Geldrop.
Hij trouwde in 1480 met Marguerite de Montmorency Nivelles.
Hun kinderen waren:
- Maximiliaan van Horne
- Margaretha van Horne
- Johanna van Horne